# Інокентій (Лотоцький)
Отець-доктор Іноке́нтій Ілярій Лото́цький (3 листопада 1915, Старі Петликівці — 4 липня 2013, Чикаго, США) — єпископ Чиказький Української греко-католицької церкви (1980–1993), василіянин, проповідник, місіонер, визначний організатор релігійних товариств, педагог, сповідник.

## Біографія
Ілярій Лотоцький народився 3 листопада 1915 року в родині Степана та Марії Лотоцьких, із роду Титин, в Старих Петликівцях, нині Чортківського району Тернопільської області. Після закінчення народної школи в рідному селі перейшов до Місійного інституту імені св. Йосафата при монастирі отців Василіян у Бучачі, який закінчив 1932 року. Того ж року вступив на новіціят отців Василіян у Крехові, де прийняв чернече ім'я Інокентій, а по його закінченні, 1934 р., склав там перші обіти й виїхав на гуманістичні студії до Лаврова біля Старого Самбора. У 1936–1937 роках студіював у Добромилі риторику, а в 1937–1939 рр. — у Кристинополі (нині Шептицький) філософію. Урочисті довічні обіти склав 8 серпня 1937 р. в Добромилі.
Коли вибухла Друга світова війна, тоді студенти-богослови з професорами виїхали до Оломоуца, в Чехословаччині, де Інокентій Лотоцький 24 листопада 1940 р. отримав з рук Преосвященного Павла Ґойдича, ЧСВВ, ієрейські свячення і перебував там до січня 1941 р. Далі відбув вищі студії у Відні, які закінчив докторатом з теології за працю «Святий Дух у св. Літургії».
До листопада 1946 року о. Лотоцький вів душпастирську працю серед українців у Бельгії, а при кінці того року виїхав до США і працював як маґістр новіціату та ігумен до 1951 р. у Давсоні, Філадельфії. У 1951–1953 рр. був протоігуменом американської провінції Василіянського Чину з осідком у Нью-Йорку, а після того, до 1958 р. був там же парохом української церкви св. Юра. У 1958 році став маґістром відкритого новіціату в місті Ґлен-Коув. У січні 1960 р. став ігуменом василіянського монастиря у Чикаго, а від листопада 1961 р. — також парохом церкви св. Миколая. З 1 серпня 1962 р. його переведено на становище ігумена і пароха церкви Непорочного Зачаття Пресвятої Богородиці в Гемтремку.
О.-д-р І. Лотоцький — катехит парафіяльних шкіл, давав реколекції для новиків і священиків, сестер Служебниць і Василіянок по різних місцевостях США і Канади, був сповідником сестер. Великими успіхами користувалися його численні місії, які давав по більших містах США й Канади як от Рочестер, Нью-Йорк, Буффало, Детройт та інші. Працював учителем і катехитом у парафіяльних школах у Нью-Йорку, Чикаго й Гемтремку. У 1951–1956 роках на спеціальне доручення з Риму провів реорганізацію сестер Василіянок і був головою Генеральної Капітули сестер Василіянок. Неодноразово брав участь як делегат у Генеральній Капітулі ЧСВВ. Впродовж багатьох років провадив українську релігійну радіопрограму у Чикаго та Нью-Йорку.
22 грудня 1980 року папа Римський Іван Павло II номінував о. Лотоцького єпархіальним єпископом Чиказької єпархії святого Миколая УГКЦ. Єпископська хіротонія відбулася 1 березня 1981 року в Римі. Головний святитель — кардинал Йосиф Сліпий.
2 липня 1993 року папа Іван Павло II прийняв зречення владики Інокентія з уряду єпарха Чиказького у зв'язку з віком і на його місце номінував владику Михаїла Вівчара, ЧНІ.
Надав для видання книги «Бучач і Бучаччина» 100$.
Помер на 97 році життя, 4 липня 2013 року, об 11.09 (за Чиказьким часом) внаслідок раптового погіршення стану здоров'я. Похований на цвинтарі Святого Миколая у Чикаго.
Автор збірки духовних проповідей «Скеля спасіння мого» (2007).